# بندقية الكرات الوامضة

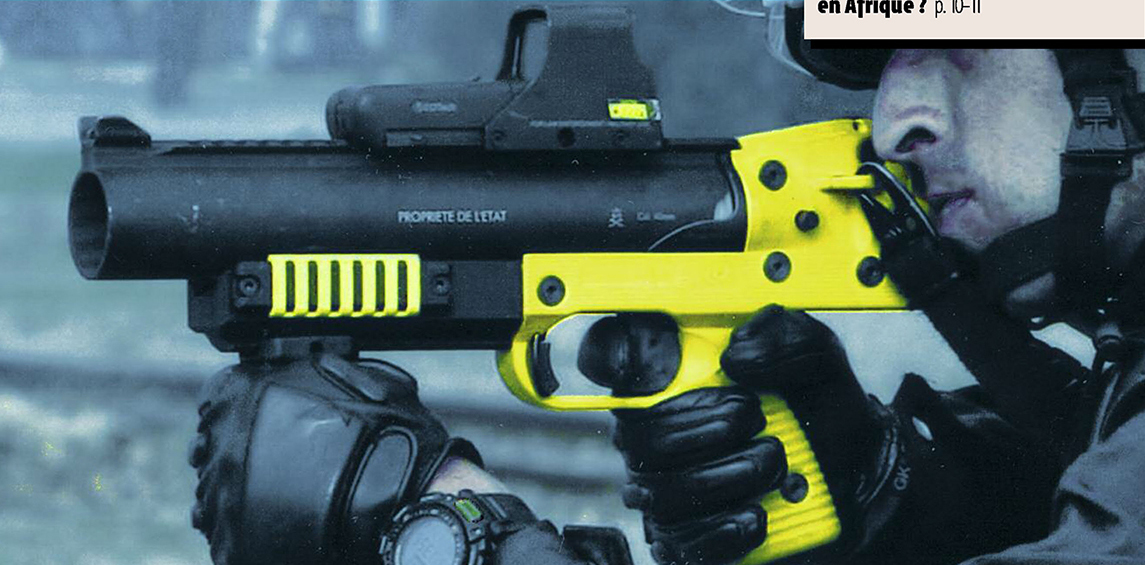
السلاح

بندقية الكرات الوامضة (بالإنجليزية: Flash-Ball gun)‏ هو سلاح يدوي يستخدمه بشكل رئيسي، رجال الشرطة في حالات الشغب لتفريق المتظاهرين والمشاغبين، كبديل عن الأسلحة النارية والهراوات والرصاصات البلاستيكية.
طورته شركة صناعة أسلحة الصيد فيرني كارون الفرنسية. وتقول مجموعات حقوق الإنسان أنها تخشى أن تطوير مثل تلك الأنواع من الأسلحة، ربما يؤدي إلى جعل الشرطة أكثر وحشية، بعدما سجلت عدة إصابات خطيرة للعين لبعض المتظاهرين.